# Museo del viaggio Fabrizio De André
Il Museo del viaggio Fabrizio De André è un museo e centro di documentazione della cultura Rom e Sinti, inaugurato nel 2011 a Milano all'interno del campo comunale del quartiere di Rogoredo, nella periferia sud di Milano. È il primo museo italiano dedicato a questo soggetto ed espone documentazione e oggetti della tradizione. Il museo è stato voluto dalla famiglia Bezzecchi ed è gestito dalle Cooperative Opera Nomadi Milano e Romano Drom.

## Storia
Il museo è stato inaugurato il 7 ottobre 2011 ed è il primo museo italiano dedicato alla cultura Rom e Sinti. Il museo parte dall'iniziativa della famiglia Rom Bezzecchi, composta da Goffredo Bezzecchi, sopravvissuto al Porrajmos, lo sterminio del popolo Rom da parte della Germania nazista, da sua moglie Antonia e dai loro figli; in particolare l'idea è stata del figlio di Goffredo, Giorgio Bezzecchi, esponente della comunità Rom di Pavia, città nella quale è professore universitario, che ha contribuito all'ideazione del museo in collaborazione con Maurizio Pagani (presidente dell'Open Nomadi), Umberto Zandrini (Consorzio Sir) e con Cooperativa Romano Drom, Cooperativa Arca di Moè e con il sostegno della Fondazione Cariplo. Il progettista del museo è l'architetto Daniele Brandolino.
Il sostegno del museo da parte della Fondazione Cariplo si inserisce nell'ambito del progetto di inclusione sociale "Dallo stereotipo negativo alla conoscenza" che ha coinvolto Consorzio SiR, la cooperativa Romano Drom e l'Opera Nomadi Milano. Questo progetto ha permesso la creazione del museo come polo permanente di produzione culturale, con un centro di documentazione disponibile per studiosi e scolaresche, una scuola di cultura e musica romanì, spazi dedicati alla proiezione di film e un servizio di ristorazione. Il valore aggiunto dell'iniziativa risiede anche nella partecipazione attiva degli ospiti del campo, che accompagneranno i visitatori alla scoperta del popolo ROM.

### Intitolazione a Fabrizio De André
(Fabrizio De André, Khorakanè (A forza di essere vento))
La dedica del museo a Fabrizio De André nasce dalla collaborazione di Giorgio Bezzecchi con De André per l'album Anime salve; Bezzecchi ha collaborato alla stesura del testo della canzone Khorakanè (A forza di essere vento) del cantautore ligure, dedicata proprio al popolo Rom, e in particolare ha scritto la parte finale del brano, cantata in lingua romaní. 
(Giorgio Bezzecchi)

### La Famiglia Bezzecchi e il campo comunale di via Impastato
Il museo è collocato all'interno del campo comunale di via Impastato e – come sottolinea Giorgio Bezzecchi – la vista permette di entrare nel campo, di osservare come vivono le persone e interagire. Nel campo di via Impastato vive principalmente la famiglia Bezzecchi, una famiglia di Rom Harvati provenienti dalla Slovenia.
Goffredo Bezzecchi e sua moglie Antonia – genitori del direttore del museo Giorgio Bezzecchi – durante la seconda guerra mondiale sono stati internati nel campo di internamento di Tossicia in Abruzzo. Goffredo Bezzecchi – detto Mirco – nasce nel 1938 a Postumia in Slovenia con la madre rom harvati, proveniente dall'Istria e già perseguitata dagli Ustascia croati. Viene arrestato nel 1940 da bambino, la sua casa a Udine viene bruciata, viene portato nella risiera di San Sabba ed è poi internato nel campo di Tossicia in provincia di Teramo fino al 1943. Viene poi trasferito sull'Isola di Lipari da cui riesce a fuggire; nel 2018 il Senato italiano ha offerto a Goffredo Bezzecchi una targa di riconoscimento per onorare la sua condizione di ex-deportato e non dimenticare il Porrajmos. I genitori della moglie Antonia Bezzecchi vengono deportati nel campo di sterminio di Birkenau da cui non faranno ritorno; la zia di Goffredo Bezzecchi riesce a tornare da Birkenau ma in terribili condizioni fisiche e psicologiche. Goffredo Bezzecchi diventa poi giostraio, spostandosi con le giostre fino al 1966 quando affitta con regolare contratto un terreno demaniale in via Bonfadini a Milano. Il comune richiede il terreno di via Bonfadini per la realizzazione della Tav e alla Famiglia Bezzecchi viene concesso intorno al 2003 con un nuovo contratto il terreno di via Impastato, un quadrato di terra tra via Impastato, via Rogoredo, la tangenziale est e l'anello di prova per i treni del deposito di Rogoredo della metropolitana linea 3; il comune come servizio realizza solo una barriera alta circa 3 metri per impedirne la vista del campo agli abitanti del quartiere. La ghiaia, la strada e gli allacciamenti alla rete idrica e elettrica sono realizzati dagli abitanti, che pagano un affitto per il terreno di un euro a persona (ultimo aggiornamento 2014). Le persone che vivono nel campo sono principalmente membri della famiglia allargata dei Bezzecchi e vi sono famiglie giovani con lavori precari e temporanei che hanno un reddito estremamente modesto.

## Collezione
Al suo interno un'importante raccolta di racconti, libri, documenti, fotografie, dischi, oggetti della tradizione, filmati. Un percorso guidato attraverso la storia di questo affascinante popolo, raccontato direttamente dalla famiglia Bezzecchi.»
(Descrizione del museo in occasione della sua inaugurazione, 2011)
Il museo ha sede all'interno del campo comunale di Rogoredo in un locale prefabbricato appositamente dedicato, ristrutturato e arredato. All'interno del museo è raccolta documentazione sulla cultura Rom e Sinti con pubblicazioni, immagini, testi, materiali audiovisivi e oggetti della tradizione. Sono raccolte all'interno del museo anche tesi di laurea sul tema e vi sono tutti i numeri della rivista Lacio Drom che per prima in Italia si è occupata della cultura Rom e Sinti.
Il museo si indirizza in particolare a scolaresche e ricercatori. L'esperienza della visita del museo non è solo l'occasione di accedere a dei documenti ma la possibilità di entrare nel campo regolare di Rogoredo, incontrare le persone e vedere come le famiglie hanno vissuto nel corso del tempo, nei diversi tipi di abitazioni. La collezione del museo include una tradizionale carovana (kampina) che veniva trainata da cavalli ed era in uso fino agli anni Settanta, roulotte, camper, monoblocco e prefabbricati, che permettono di comprendere i diversi modi di abitare dei Rom. Nella carovana restaurata sono allestiti materiali multimediali che ripercorrono la storia della comunità dal Novecento ad oggi. Come spiega Giorgio Bezzecchi, solo una piccola percentuale della comunità è nomade e tendenzialmente per ragioni di lavoro; la maggior parte delle persone sono stanziali, ma con una filosofia di vita nomadica che ha un diverso concetto di spazio e di territorio e dei valori diversi.
Il museo è anche un centro di ricerca che accoglie ricercatori e fa consulenze. Inoltre organizza laboratori, incontri, conferenze, eventi e dei corsi di cultura e lingua Rom curati da Giorgio Bezzecchi e dei corsi di musica curati dal maestro Jovica Jovic. Il sito del museo presenta in una sessione dedicata al centro di documentazione virtuale una bibliografia sulla cultura Rom e Sinti.
Il museo ha inoltre una sezione separata a Isernia in Molise di cui è responsabile Concetta Sarachella. Concetta Sarachella (nata nel 1982) è inoltre una stilista e designer di moda (in arte Sara Cetty, che in un'intervista del 2015 spiega che i suoi abiti "parlano della mia cultura, tra colori accesi, pizzi, balze e ricci") ed è mediatrice culturale, vicepresidente della Cooperativa Romano Drom onlus e presidente dell'Associazione "ROWNI - Roma Women Network Italy onlus". Nel Museo del viaggio sono esposti 20 abiti provenienti da 20 diverse comunità e tra questi è esposto anche un abito di Sara Cetty dedicato a Fabrizio De André.